# Ekonomika Islandu
Ekonomika Islandu je malá a podléhající vysoké volatilitě. V roce 2011 činil hrubý domácí produkt 12 miliard USD, ale do roku 2018 jeho hodnota stoupla na 27 miliard USD. S populací 350 000 obyvatel je to 55 000 USD na obyvatele, podle odhadů parity kupní síly. Finanční krize mezi lety 2007-2010 způsobila pokles HDP a zaměstnanosti. Po roce 2010 se situace začala zlepšovat, hlavně díky rozvoji cestovního ruchu. Cestovní ruch představoval v roce 2017 více než 10 % islandského HDP. Po období silného růstu se islandská ekonomika zpomaluje (podle ekonomického výhledu pro roky 2018–2020, který zveřejnila společnost Arion Research v dubnu 2018).
V 90. letech Island provedl rozsáhlé reformy volného trhu, které zpočátku vedly k silnému hospodářskému růstu. Výsledkem bylo, že Island získal jednu z nejvyšších úrovní ekonomické svobody i občanských svobod na světě. V roce 2007 se Island dostal na první místo v seznamu národů seřazených podle indexu lidského rozvoje a podle výpočtu poskytnutého Giniho koeficientem byl také jedním z nejvíce rovnostářských.
Od roku 2006 se ekonomika potýkala s rostoucí inflací a deficitem státního rozpočtu. Částečně v reakci a částečně v důsledku reforem z 90. let se finanční systém rychle rozšířil, ale v důsledku světové hospodářské krize se zcela zhroutil. V listopadu 2008 musel Island získat nouzové financování od Mezinárodního měnového fondu a řady evropských zemí.
Island má smíšenou ekonomiku s vyrovnanou úrovní volného obchodu a vládních intervencí. Vodní energie je primárním zdrojem domácího a průmyslového elektrického napájení.

## Geografie a přírodní zdroje
Island zaujímá rozlohu 103 000 kilometrů čtverečních. Má 4 790 kilometrů dlouhé pobřeží a 200 námořních mil (370,4 km) výlučné ekonomické zóny, která se rozprostírá na více než 758 000 kilometrech čtverečních vodní plochy. Přibližně jen 0,7 % plochy Islandu je orné, protože terén ostrova je převážně hornatý a sopečný.
Island má málo prokázaných nerostných zdrojů. Do konce 20. století byla těžena síra a z jezera Mývatn byla získávána křemelina. Dnes se však většina síry získává při rafinaci ropy. V současné době je jediným odvětvím zpracovávajícím přírodní zdroje výroba cementu. Beton je široce používán jako stavební materiál, a to pro všechny typy obytných domů.
Využitím bohatých zdrojů vodní a geotermální energie poskytuje islandský průmysl obnovitelné energie téměř 85 % veškeré primární energie - proporcionálně více než kterákoli jiná země - přičemž 99,9 % islandské elektřiny se vyrábí z obnovitelných zdrojů.
Zdaleka největší z mnoha islandských vodních elektráren je vodní elektrárna Kárahnjúkar (690 MW) v oblasti severně od Vatnajökull. Mezi další patří Búrfell (270 MW), Hrauneyjarfoss (210 MW), Sigalda (150 MW), Blanda (150 MW) a další. Island zkoumá proveditelnost vývozu vodní energie podmořským kabelem do kontinentální Evropy a také se aktivně snaží rozšířit svůj energeticky náročný průmysl, včetně závodů na tavení hliníku a ferosilicia.
Geologický výzkum z roku 2012 zvýšil pravděpodobnost nálezu ložisek ropy v oblasti kolem ostrova Jan Mayen, která se nachází ve výlučné ekonomické zóně Islandu.

## Průmyslová odvětví
Největšími průmyslovými odvětvími na Islandu jsou cestovní ruch, rybolov a výroba hliníku. Zemědělský sektor země je v porovnání s jinými státy zanedbatelný. Orná půda zabírá necelé procento rozlohy, hlavními plodinami jsou brambory a pícniny. Dále je rozšířen chov ovcí a skotu. Zajímavostí je pěstování tropických a subtropických plodin ve sklenících vyhřívaných geotermální energií. Island je dokonce druhým největším producentem banánů v Evropě.
Turismus
Cestovní ruch je jedním z největších islandských průmyslových odvětví, a proto je na něm islandská ekonomika velmi závislá. V roce 2017 představoval více než 10 % HDP země a bylo v něm zaměstnáno přibližně 26 800 lidí, přičemž celkový počet pracovní síly v zemi činil 186 900 zaměstnanců. V posledních letech se stal Island cílem mnoha návštěvníků a od roku 2010 se počet turistů na Islandu zvýšil o 37,8 %.
Energetika
Island je největším světovým výrobcem elektřiny na obyvatele. Je tomu tak zejména díky bohatým obnovitelným zdrojům. Obnovitelné zdroje energie zastávají téměř 100 % veškeré výroby elektřiny. Na Islandu se hojně využívají vodní elektrárny, které vlastní národní energetická společnost Landsvirkjun. Energie se čerpá i z geotermálních zdrojů. Horké prameny Islandu poskytují levnou energii, která neznečišťuje životní prostředí. Zhruba 85 % domácností čerpá teplou vodu přímo z podzemních pramenů, které jsou zároveň využívány v hojné míře k vytápění. Energetická průmyslová odvětví jsou největšími částmi výrobního sektoru. V roce 2012 dosáhla roční produkce energie získané z hydroelektráren 12,5 TWh a z geotermálních 4,7 TWh. Společnosti, které se zabývají výrobou a zpracováním hliníku, spotřebují cca 70 % veškeré islandské elektrické energie.
Zpracování hliníku
Výroba hliníku je nejdůležitějším energetickým průmyslovým odvětvím na Islandu. Jeho rozvoj je umožněn díky levné vodní energii. Od roku 2013 je Island na 11. místě mezi státy produkujícími hliník po celém světě s podílem cca 2,8 % na celkové produkci, proto jsou největšími islandskými průmyslovými celky právě závody na výrobu hliníku. Výroba je orientovaná převážně na vývoz. Od roku 2012 působí na Islandu v této výrobní oblasti čtyři velké firmy: Alcoa, Rio Tinto, Alcan a Century Aluminium (Norðurál) s několika menšími přidruženými podniky. Produkce hliníku vytváří více než 18,5 % islandského HDP.
Výroba hliníku na Islandu dosáhla v roce 2012 téměř 900 000 tun (pro srovnání - výroba v letech předchozích činila: v roce 2000 - 210 000 tun, 2005 - 270 000 t, 2007 - 470 000 t, 2010 - 786 000 t). Do roku 2020 by mělo být dosaženo produkce v objemu 1.250.000 tun.
Americký výrobce hliníku Alcoa provozuje poblíž města Reyðarfjörður závod Fjardaál, jež byl uveden do provozu v dubnu 2008. K napájení závodu byla postavena vodní elektrárnu Kárahnjúkar o výkonu 690 MW. Projekt byl v kontextu islandské ekonomiky obrovský a zvýšil celkovou instalovanou kapacitu elektrické energie z méně než 1 600 MW na přibližně 2 300 MW. 
Podle společnosti Alcoa stavba Fjardaálu neměla představovat žádné ohrožení pro životní prostředí, hlavně pro populace chráněných druhů jako jsou sobi, tuleni a různé druhy ptactva. Projekt však vyvolal značný odpor ze strany ekologických skupin, jako je World Wide Fund for Nature i ze strany islandské veřejnosti.
Rybolov
Pro chod islandského hospodářství je klíčový i rybolov a jeho související odvětví. Většina vylovených ryb pochází hlavně ze severovýchodního Atlantiku a Grónského moře.
Dříve zastával rybolov nejdůležitější část islandské ekonomiky, jeho místo však v posledních letech nahradil turismus. Odvětví rybolovu přímo zaměstnává přibližně 9 000 lidí (4 900 v oblasti rybolovu a 4 100 ve zpracování ryb), což je přibližně 5 procent celkové islandské pracovní síly. Dokonce se odhaduje, že dalších 25 000 – 35 000 obyvatel je na rybolovu profesně závislých. Jejich profese se týkají vyrábění různých zařízení pro rybářské firmy nebo se zabývají pokročilým zpracováním mořských produktů nebo biotechnickou výrobou.
Island je druhým největším rybářským státem v severovýchodním Atlantiku hned za Norskem a počátkem 90. let předběhl i Spojené království. Od roku 2006 bylo v islandských vodách vyloveno mezi 1,1 mil. a 1,4 mil. tun ryb ročně. Island byl zasažen obecným poklesem výnosů z rybolovu v severovýchodním Atlantiku, přičemž v letech 2003 až 2009 došlo k poklesu o 18 %, ačkoli se zdá, že tato tendence byla v poslední době zcela zastavena.
Na Islandu se loví především tresky. V roce 2010 jich bylo vyloveno 178 516 tun. Lov tresky obecné v posledních letech stagnoval kvůli kvótám, a proto byl doplněn lovem tresky modravé.
Banky
V důsledku hluboké krize islandského bankovního sektoru v roce 2008 byl bankovní systém přepracován a kontrolu nad hlavními bankami převzala vláda. Funkci centrální banky zastává Islandská centrální banka (Seðlabanki Íslands). Nyní existují na Islandu tři hlavní komerční banky: Arion banki (nástupkyně banky Kaupbing), Islandsbanki (nástupkyně banky Glitnir) a Landsbankinn (nástupkyně Landsbanki). Arion Bank je v současnosti jedinou bankou kotovanou na islandské burze cenných papírů. Arion Bank je většinou ve vlastnictví zahraničních věřitelů, zatímco Islandsbanki a Landsbanki jsou v současné době ve stoprocentním vlastnictví státu. Zestátnění bank bylo prvním důležitým krokem pro zotavení bankovního systému. Za pomoci Mezinárodního měnového fondu došlo k restrukturalizaci bank. V roce 2011 začala vláda s prodejem fungujících částí bank, majetku a dalších tržeb těchto bank soukromníkům k pokrytí pohledávek věřitelů, které na sebe stát převzal.
Akciový trh
Kvůli dřívější závislosti na rybolovu a dlouhodobém veřejném vlastnictví komerčních bank se akciové trhy rozvíjely pomalu. Islandská burza cenných papírů ICEX byla založena v roce 1985. Obchodování s islandskými T-dluhopisy začalo v roce 1986 a obchodování s akciemi bylo zahájeno v roce 1990. Veškeré domácí obchodování s islandskými akciemi, dluhopisy a podílovými fondy probíhá na burze ICEX.
ICEX pracuje s elektronickými obchodními systémy. Od roku 2000 se začal používat společný obchodní systém aliance NOREX SAXESS. V současné době existují na ICEX dva akciové trhy. Hlavní trh je větší a známější. Alternativní trh je méně regulovaný mimoburzovní trh. Vzhledem k malé velikosti trhu je obchodování nelikvidní ve srovnání s většími trhy. Na ICEX je uvedena řada firem napříč všemi odvětvími islandské ekonomiky. Nejdůležitějším indexem akciového trhu byl ICEX 15; tento index však již v důsledku finanční krize nefunguje. Byl zrušen po deseti letech, kdy byl nejhorším indexem akciového trhu na celém světě.

## Zahraniční obchod

### Export

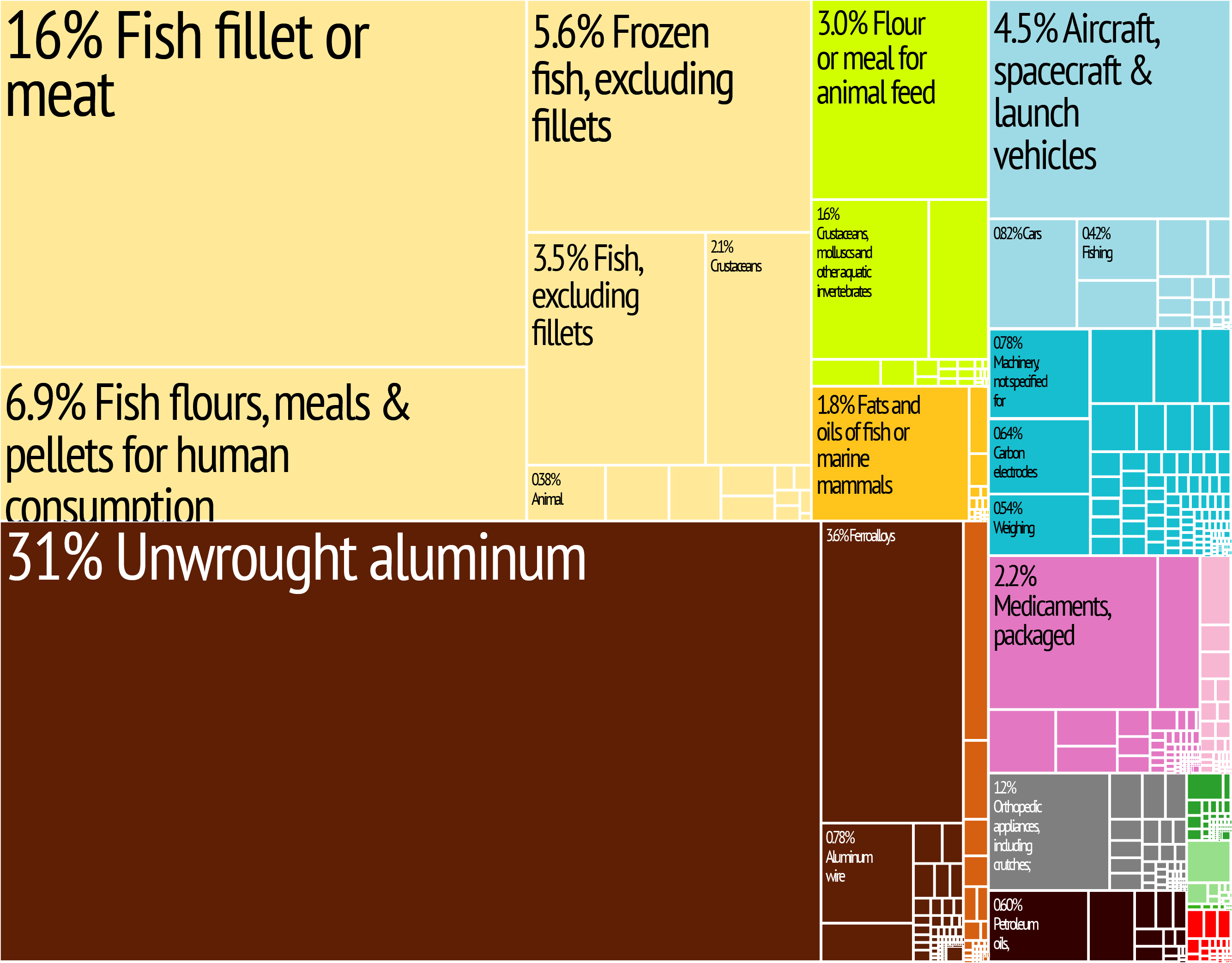
Graf exportu Islandu 2012

Ekonomika Islandu je velmi závislá na exportu. Většinu vývozu tvoří ryby a mořské plody (42 %). Rybářský průmysl je zde jedním z nejdůležitějších odvětví, protože poskytuje velké množství příjmů z vývozu a zaměstnává 7 % pracovní síly Islandu. Stav hospodářství proto zůstává citlivý na světové ceny rybích produktů. Dalšími důležitými vývozními produkty jsou hliník (38 %) či výrobky z něj, slitiny ferosilicia, strojní a elektronické přístroje pro rybolov nebo vlněné zboží. Většina exportu Islandu jde do zemí Evropské unie, Evropského sdružení volného obchodu (European Free Trade Association, EFTA), Spojených států amerických a Japonska.[zdroj?] V roce 2019 vyvezl Island až 71 % produktů právě do zemí EU a z nich nejvíce do Nizozemska, Velké Británie a Španělska. Islandský vývoz přinesl ve stejném roce příjmy ve výši 5020 milionů USD, přibližně 30 % HDP.
Poměrně liberální obchodní politika Islandu byla posílena přistoupením k Evropskému hospodářskému prostoru v roce 1993 a Uruguayským kolem, které rovněž výrazně zlepšilo přístup na trh pro vývoz Islandu, zejména produktů z mořských plodů. Odvětví zemědělství však zůstává silně dotované a chráněné.

### Import
Dovoz na Islandu začal před druhou světovou válkou, kdy se Velká Británie obávala využití ostrova Německem, především pro vojenské účely, a proto pomohla zdejším s výstavbou infrastruktury a dovozem nezbytného vybavení.
Dnes jsou hlavním dovozním zbožím stroje, průmyslové produkty, kapitálové produkty, ropné produkty (pohonné hmoty pro auta a letadla), potraviny a textilie. Produkt, který se dováží nejvíce je cement. Hodnota dovozu z roku 2017 byla asi 6525 milionů USD. Hlavním partnerem Islandu v tomto ohledu je Německo, dále Spojené státy americké, Norsko a Dánsko. Ze zemí EU pochází okolo 52 % importovaného zboží. Většina zemědělských produktů podléhá vysokým clům; dovoz některých produktů, například tepelně neupraveného masa, je značně omezen.
V období před krizí dovoz výrazně převyšoval vývoz, především díky importu automobilů a spotřebního zboží. Ovšem dnes hodnota importovaného zboží stále více přesahuje hodnotu zboží z Islandu vyváženého.

## Ekonomické smlouvy
V roce 1970 se Island stal součástí Evropského sdružení volného obchodu (ESVO, anglicky EFTA) a v roce 1973 členem Evropského hospodářského společenství (EHS, anglicky EEC). Od roku 1994 se stal součástí Evropského hospodářského prostoru, a tak se pohyb zboží mezi Islandem, Norskem a zbytkem Evropy stal neomezený. I tak se ale velké množství politických stran Islandu stavělo proti připojení k EU, a to hlavně z důvodu obav ohledně ztráty možnosti rybolovu, jehož výtěžky představovaly značnou část rozpočtu. Island ratifikoval také četné smlouvy o volném obchodu se státy mimo Evropské hospodářské společenství. Nejvíce stojí za zmínku Hoyvíkská smlouva mezi Islandem a Faerskými ostrovy. Byla uzavřena v roce 2006 a má ještě větší rozsah než smlouva s EHS, a to z důvodu volného obchodu se zemědělskými produkty. V roce 2000 podepsal Island smlouvu o volném obchodu s Mexikem.[zdroj?]

## Měna a stav měnové politiky
Hlavní měnou Islandu je Króna neboli islandská koruna.Island se počítá mezi nejmenší státy s vlastní měnou a měnovou politikou.
Během ropné krize v sedmdesátých letech dvacátého století drasticky vzrostla inflace: v roce 1974 o 43 %, v roce 1980 o 59 %. V roce 1987 sice spadla o 15 %, ale o rok později zase vzrostla o 30 %. Island zažil silný vzrůst hrubého domácího produktu (HDP) mezi lety 1995 a 2004. Ten zpomalil v letech 2000 a 2002. Ekonomický růst nabral na rychlosti po roce 2005, a to až o 6 %. Co se týče inflace, ta dosahovala průměrně 1,5 % v letech 1993-1994 a 1,7 % v následujících letech 1994-1995. Po roce 2006 se ale zvýšila na 8,6 %, poté klesla na 6,9 % v roce 2007. Americká společnost Standard and Poor’s publikující výzkumy a analýzy týkající se měn, akcií a dluhopisů snížila ocenění islandské ekonomiky z A+ na AA- v roce 2006, specificky v prosinci. Následkem toho islandská vláda v roce 2007 přistoupila ke zjednodušení fiskální politiky Islandu. Zahraniční dluh tehdy vzrostl až na pětinásobek islandského HDP a centrální banka Islandu zvedla svou úrokovou sazbu o 15 %.
Míra inflace za posledních 5 uzavřených let (2015-2019) dosahovala následujících hodnot: 2015 - 1,6 %, 2016 - 1,7 %, 2017 - 1,9 %, 2018 - 3,7 % a 2019 - 2,0 %.

## Růst
Islandská ekonomika se v 90. letech diverzifikovala do odvětví výroby a služeb a probíhal nový vývoj v oblasti výroby softwaru, biotechnologií a finančních služeb. Odvětví cestovního ruchu se také rozšiřuje, na vzestupu jsou například oblasti ekoturistiky a pozorování velryb. V roce 2008 však islandská ekonomika v souvislosti s globální finanční krizí vstoupila do hluboké recese. Ačkoli islandská ekonomika v posledním čtvrtletí roku 2009 vzrostla o 3,3 %, celkový pokles HDP v roce 2009 činil 6,5 %, což je méně než 10 % původně předpovězených MMF.